# Хеллер, Михал
Михал Казимеж Хеллер (пол. Michał Kazimierz Heller; род. 12 марта 1936, Тарнув, Польша) — польский священник, физик и космолог.
Автор около 30 книг и 400 статей,[когда?] посвященных теории относительности, квантовой механике, космологии, философии и истории науки, геометрическим методам в релятивистской физике. Один из вопросов, которыми занимался Хеллер, звучит так: «Нужна ли Вселенной причина?».

## Биография
Его отец Казимеж Хеллер вынужден был вместе с семьей бежать от немецкой оккупации Польши.
На короткое время они поселились во Львове, но уже в 1940 году были высланы в Якутскую область в трудовой лагерь. После освобождения из лагеря жили в городе Алдан. Позднее, в 1944 году, в результате высылки российских немцев из Поволжья, семья Хеллеров оказалась в колхозе Урбах под Саратовом. Именно там Михал Хеллер закончил второй и третий класс начальной школы. Семья смогла возвратиться в Польшу лишь в 1946 году.
В 1959 году — окончил семинарию.
В 1965 году — в Католическом университете в Люблине стал магистром философии, защитив диссертацию о философских аспектах теории относительности.
В 1966 году за диссертацию по релятивистской космологии получил степень доктора философии.
Работал в Институте астрофизики и геофизики в Католическом университете в Бельгии, в Институте астрофизики в Оксфордском университете, на отделении астрофизики в университете Лестера, в обсерватории Ватикана и других учреждениях. Профессор Папской теологической академии. Член Папской академии наук.
Апрель 2000 года — участник «Суда над XX веком» в Кракове.
Март 2008 года — лауреат Темплтоновской премии. Об этом событии Михал Хеллер дал интервью «Российской газете» 29 марта 2008 года.
Почётный доктор Ягеллонского университета (2012).

## Философия пространства
Хеллер принадлежит к школе философов, которые ставят под сомнение допущение о том, что пространство — это самый глубокий уровень физической реальности. Так, по мнению Хеллера:
Если вы соглашаетесь с тем, что фундаментальный уровень физики нелокален, все становится естественным, поскольку [любые] две частицы, находящиеся далеко друг от друга, находятся на одном и том же фундаментальном нелокальном уровне. Для них время и пространство не имеют значения.